# Hanke de Kort
Hanke de Kort (* um 1955) ist eine niederländische Badmintonspielerin.

## Karriere
Hanke de Kort siegte 1976 bei den Belgian International. 1977 war sie bei den Swiss Open und den Scottish Open erfolgreich, 1979 bei den Belgian International, Hungarian International und den Austrian International. Im gleichen Jahr siegte sie auch bei den nationalen Titelkämpfen.

## Sportliche Erfolge
| Saison | Veranstaltung                      | Disziplin   | Platz | Name                                |
| ------ | ---------------------------------- | ----------- | ----- | ----------------------------------- |
| 1976   | Belgian International              | Mixed       | 1     | Clemens Wortel / Hanke de Kort      |
| 1976   | Belgian International              | Damendoppel | 1     | Hanke de Kort / Marja Ravelli       |
| 1976   | Belgian International              | Dameneinzel | 1     | Hanke de Kort                       |
| 1977   | Swiss Open                         | Damendoppel | 1     | Hanke de Kort / Inge Rozemeijer     |
| 1977   | Scottish Open                      | Damendoppel | 1     | Marjan Ridder / Hanke de Kort       |
| 1979   | Hungarian International            | Mixed       | 1     | Herman Leidelmeijer / Hanke de Kort |
| 1979   | Belgian International              | Damendoppel | 1     | Hanke de Kort / Marjan Ridder       |
| 1979   | Austrian International             | Damendoppel | 1     | Hanke de Kort / Karin Duijvestijn   |
| 1979   | Austrian International             | Dameneinzel | 1     | Hanke de Kort                       |
| 1979   | Niederlande: Einzelmeisterschaften | Damendoppel | 1     | Hanke de Kort / Marja Ravelli       |
| 1980   | Weltmeisterschaft                  | Mixed       | 9     | Richard Pal / Hanke de Kort         |
| 1980   | Weltmeisterschaft                  | Dameneinzel | 17    | Hanke de Kort                       |

## Referenzen
- badmintoneurope.com

| Personendaten    | Personendaten                      |
| ---------------- | ---------------------------------- |
| NAME             | Kort, Hanke de                     |
| KURZBESCHREIBUNG | niederländische Badmintonspielerin |
| GEBURTSDATUM     | um 1955                            |